# Expansionnisme du Japon Shōwa

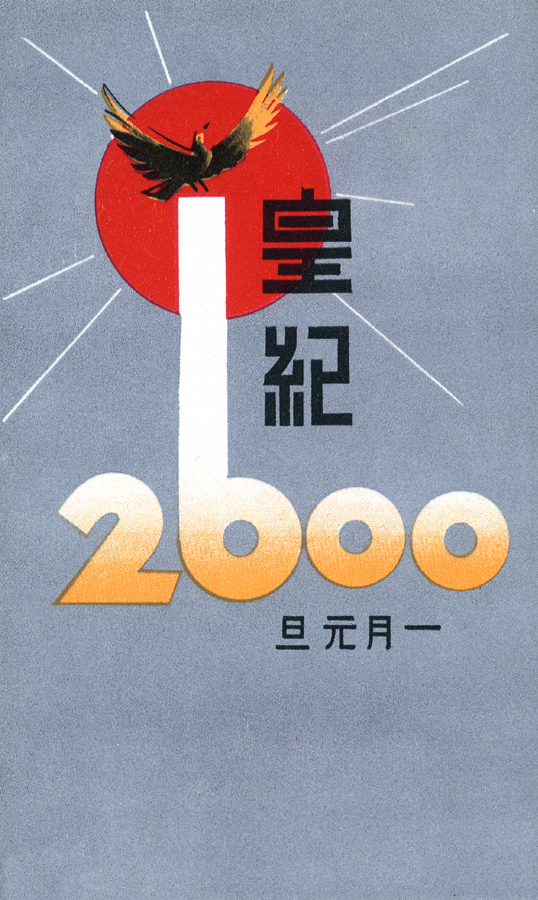
Affiche de propagande de 1940 commémorant le 2600e anniversaire de la fondation mythique de l'empire par l'empereur Jinmu.

Cet article retrace l'histoire du Japon impérial pendant la première partie de l'ère Shōwa (entre 1926 et 1945) et en décrit l'expansionnisme sur la zone de la « sphère de coprospérité de la Grande Asie orientale ». Mis en œuvre dès l'ère Meiji et poursuivi durant l'ère Taishō, l'expansionnisme japonais s'intensifia durant l'ère Shōwa, jusqu'à aboutir à une guerre ouverte dans l'ensemble de l'Asie au cours de la Seconde Guerre mondiale. La défaite militaire du Japon en 1945 mit un terme à son expansionnisme militaire.

## Fondements idéologiques

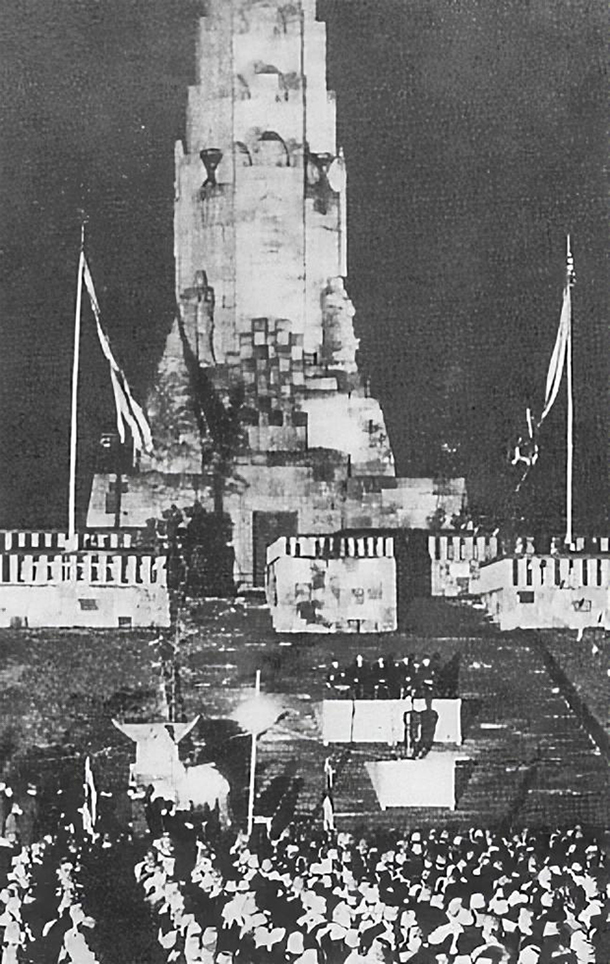
Inauguration le 25 novembre 1940, à Miyazaki, du monument au, avec le terme calligraphié par le prince Yasuhito Chichibu gravé sur sa face.

Emblème de l'Association de Soutien à l'Autorité Impériale (大政翼賛会, Taisei Yokusankai), le parti fondé le 12 octobre 1940 par Fumimaro Konoe, qui visait à implanter une structure totalitaire destinée à promouvoir la guerre totale.

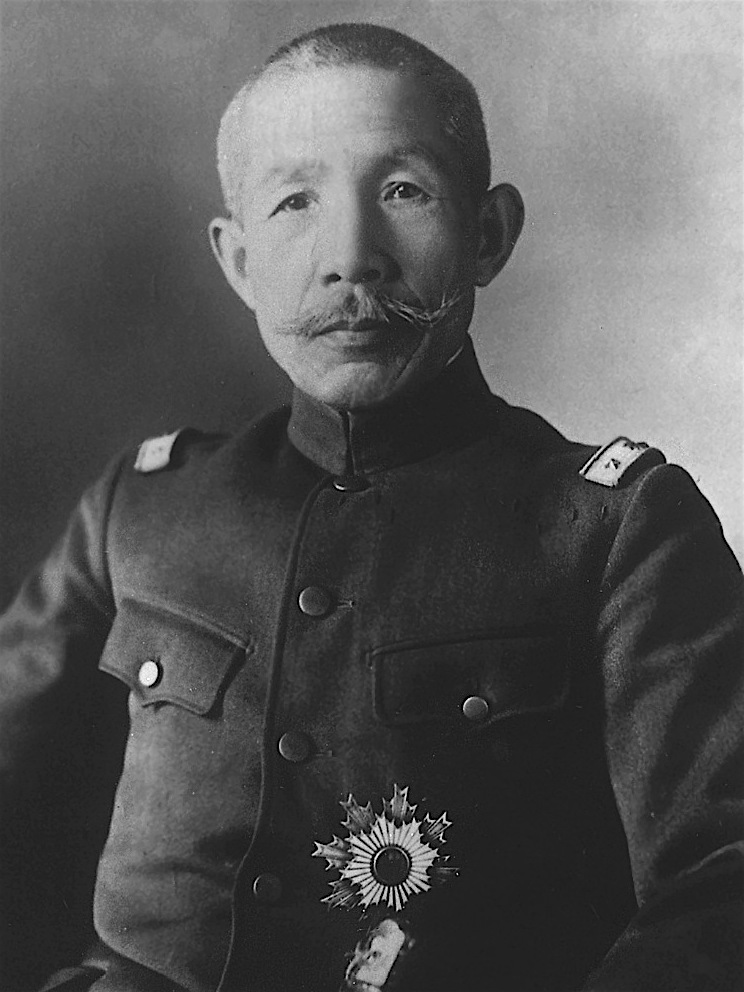
Sadao Araki, ministre de l'Armée, ministre de l'Éducation dans le cabinet Konoe et l'un des principaux théoriciens du régime shôwa

Comme l'a fait remarquer Noémi Godefroy, maîtresse de Conférences à l'Inalco, la politique coloniale mise en place à l'occasion de l'annexion et de la prise de contrôle de l'île de Hokkaidō, notamment à partir des années 1870, disposa d'un « caractère pionnier » dont l’analyse peut dans une certaine mesure s’avérer utile à la compréhension de la politique extérieure japonaise qui suivra la Restauration de Meiji.
Plus tard, ulcérés par le traitement accordé à leur nation par les puissances occidentales lors du traité de Versailles et opposés au Traité naval de Washington et au Traité naval de Londres, de nombreux politiciens et militaires japonais comme Ikki Kita, Sadao Araki et Fumimaro Konoe réactualisèrent la doctrine du hakkō ichi'u (les huit coins du monde sous un seul toit) et mirent en place une idéologie fondée sur la supériorité de la race nipponne et son droit à dominer l'Asie. Cette idéologie présentait le Japon comme le centre du monde et prenait assise sur l'institution impériale et l'empereur, considéré comme le descendant de la déesse Amaterasu Omikami. Il est à noter que dans le même temps, l'impérialisme japonais s'appuya sur la thèse alors prédominante en anthropologie physique selon laquelle les Japonais partageaient, en tant que peuple asiatique métissé, des origines communes (notamment avec les Coréens), justifiant ainsi une politique annexionniste dans le but de réunir ce qui s'apparentait à « un seul et unique peuple ».
Partageant les mêmes vues ultranationalistes que Kita et Shūmei Ōkawa, Nisshō Inoue élabora pour sa part une synthèse d’ultranationalisme et de bouddhisme. Avec la Ketsumeidan, il fut l’instigateur en 1932 d’une série d'assassinats politiques dont celui du Premier ministre Tsuyoshi Inukai ouvrant la voie à la mainmise des militaires sur la vie politique.
À compter du mois d'août 1940, coïncidant avec le 2600e anniversaire de la fondation mythique de la nation, le concept du hakkō ichi'u fut officiellement adopté par le gouvernement Konoe comme devant conduire à l'établissement d'un « nouvel ordre en Asie orientale ». Des pamphlets reprenant ces principes, comme le Kokutai no hongi (Les Fondements de la politique nationale), furent distribués gratuitement dans la population et les écoles.
La propagande, présente depuis le début de l'ère Shōwa, atteignit son paroxysme avec l'intensification de la « guerre sainte » (seisen) du Japon contre la Chine et son entrée en guerre contre l'Occident. Chaque soldat déployé sur le front portait sur lui un exemplaire de poche du Senjinkun dont la phrase introductive était : « Le champ de bataille est l'endroit où l'Armée impériale, obéissant au Commandement impérial, démontre sa vraie nature, conquérant lorsqu'elle attaque, remportant la victoire lorsqu'elle engage le combat, afin de mener la Voie impériale aussi loin que possible, de façon que l'ennemi contemple avec admiration les augustes vertus de Sa Majesté ». L'étranger devint dès lors un kichiku (bête), un être inférieur qui ne pouvait qu'être méprisé. Ce mépris favorisa la violence à l'encontre des populations civiles des pays conquis et des prisonniers, conduisant dans certains cas jusqu'au cannibalisme.
Le peuple japonais étant considéré génétiquement supérieur, plusieurs mesures eugénistes furent mises en place par les gouvernements successifs du régime shōwa dans le but de maintenir cette supériorité. Le gouvernement de Fumimaro Konoe promulgua ainsi une Loi nationale sur l'Eugénisme qui ordonnait la stérilisation des handicapés mentaux ou des « déviants » et interdisait l'utilisation des moyens contraceptifs. Le gouvernement de Naruhiko Higashikuni instaura quant à lui l'une des dernières mesures eugénistes du régime. Le 19 août 1945, le ministère de l'Intérieur ordonna la création d'un service de prostitution afin « d'endiguer la frénésie démente des troupes d'occupation ainsi que de préserver et de conserver la pureté de notre race ». Des clubs de ce type furent rapidement mis en place par Yoshio Kodama et Ryoichi Sasakawa.

## Structure militaire

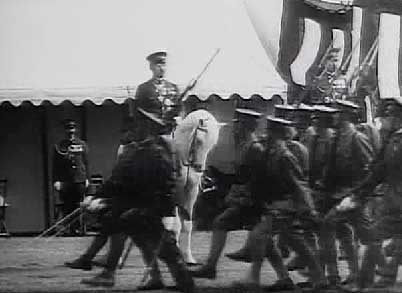
Des soldats saluent l'empereur Shōwa chevauchant l'étalon Sirayuki.

Dès le 27 octobre 1937, l'expansion militaire du Japon fut dirigée par le Quartier général impérial (Daihonei), une structure indépendante du conseil des ministres et de la Diète du Japon.
Le commandant de cette institution était l'empereur Shōwa qui, selon l'article 4 de la constitution adoptée sous l'ère Meiji était « …à la tête de l'Empire, combinant en sa personne les pouvoirs de souveraineté, et exerçant ceux-ci conformément aux dispositions de la présente Constitution ». L'article 11 disposait d'autre part que « L'Empereur possède le commandement suprême de l'Armée et de la Marine ».
Pour l'assister dans sa tâche, l'empereur pouvait compter sur le ministre de l'Armée et le ministre de la Marine ainsi que sur deux chefs d'état-major. À ces officiers s'ajoutaient l'inspecteur général de l'entraînement militaire et l'inspecteur général de l'aviation.

Étendard de l'Armée impériale japonaise de 1870 à 1945

Étendard de la Marine impériale japonaise de 1889 à 1945

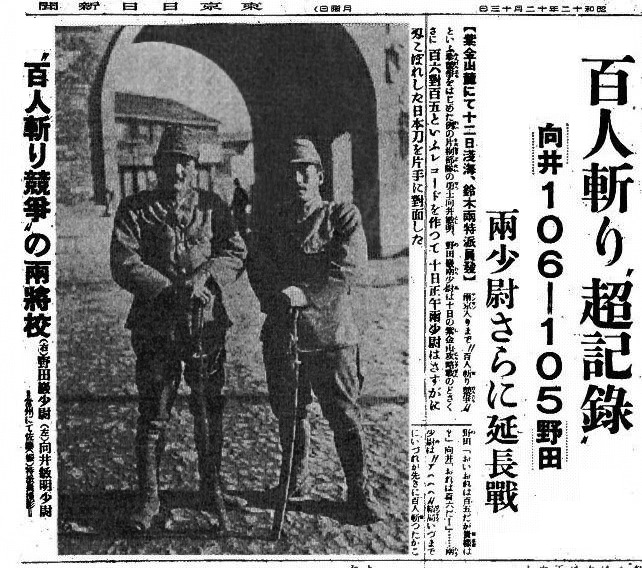
Article du 13 décembre 1937 du Nichi Nichi Shimbun racontant les exploits des sous-lieutenant Mukai et Noda lors d'un concours de décapitation. Le compte s'est arrêté à 106 contre 105.

Les principaux officiers à avoir occupé ces fonctions sont :
- Ministre de l'Armée
  - Hajime Sugiyama (1937-1938, 1944-1945)
  - Seishiro Itagaki (1938-1939)
  - Shunroku Hata (1939-1940)
  - Hideki Tojo (1940-1944) (Tôjô occupa parallèlement la fonction de premier ministre de 1941 à 1944)
  - Korechika Anami (1945)
- Ministre de la Marine
  - Mitsumasa Yonai (1937-1939, 1944-1945) (Yonai fut premier ministre en 1940)
  - Zengo Yoshida (1939-1940)
  - Koshirō Oikawa (1940-1941)
  - Shigetaro Shimada (1941-1944)
- Chef d'état-major de l'Armée
  - Kotohito Kan'in (1931-1940)
  - Hajime Sugiyama (1940-1944)
  - Hideki Tojo (1944)
  - Yoshijiro Umezu (1944-1945)
- Chef d'état-major de la Marine
  - Hiroyasu Fushimi (1932-1941)
  - Osami Nagano (1941-1944)
  - Shigetaro Shimada (1944)
  - Koshirō Oikawa (1944-1945)
  - Soemu Toyoda (1945)
- Inspecteur général de l'aviation
  - Naruhiko Higashikuni (1937)
  - Hideki Tojo (1938-1940)
  - Kenji Doihara (1941-1943)
  - Korechika Anami (1944-1945)
- Inspecteur général de l'entrainement militaire
  - Shunroku Hata (1936-1938, 1944-1945)
  - Kenji Doihara (1945)

Le Quartier-général impérial disposait également d'une division de l'information (Daihonei hōdōbu) qui assurait le contrôle de l'information et la propagande de la guerre, notamment en alimentant les médias écrits et radio. Des journalistes accompagnaient ainsi fréquemment les unités de combat pour rapporter leurs faits d'armes, comme ce fut le cas lors du « concours pour décapiter cent Chinois » qui eut lieu avant le massacre de Nankin.
Malgré leurs ambitions, les effectifs des Forces armées restent relativement réduits ; si entre 1937 et fin 1941, celles-ci passent de plus de 900 000 hommes à 2,1 millions d'hommes sous les drapeaux ; une agriculture et une industrie exigeant beaucoup de main-d'œuvre et un système de conscription archaïque font que la mobilisation ne concerne au total entre 1937 et 1945 que 7,4 millions de Japonais pour une population de 70 millions d'habitants (en excluant les colonies).

## Organismes de développement économique
L'impérialisme Shōwa visait notamment à assurer au Japon le contrôle de pays producteurs de pétrole, de fer, de bois, de caoutchouc, de riz et de soja. C'était aussi un moyen d'offrir des débouchés à une population japonaise qui était en croissance constante depuis 1854.
Afin d'assurer le développement économique de l'Empire, le gouvernement Konoe mit en place la Kōa-in, l'Agence de développement de l'Asie orientale, dont le rôle était de structurer l'exploitation des colonies, notamment par le biais d'un système de travaux forcés. Selon un document retrouvé en 2007 par le journaliste Reiji Yoshida, la Kōa-in fournissait des fonds aux trafiquants de drogue en Chine en vue de l'utilisation d'une partie des bénéfices de la vente de l'opium, de l'héroïne et de la morphine au profit des gouvernements d'occupation du Mandchoukouo, de Nanjing et de Mongolie.
Des ententes furent également conclues avec les Zaibatsu, notamment Nissan et Mitsubishi, qui participèrent activement à l'effort de guerre en fabriquant des équipements militaires.
À compter de 1937, l'empereur institua l'opération Lys d'or, en confiant la supervision à son frère Yasuhito Chichibu et à son cousin, Tsuneyoshi Takeda. Cette opération avait pour but de rassembler les richesses pillées dans les territoires conquis.

## Chronologie de l'expansion impériale

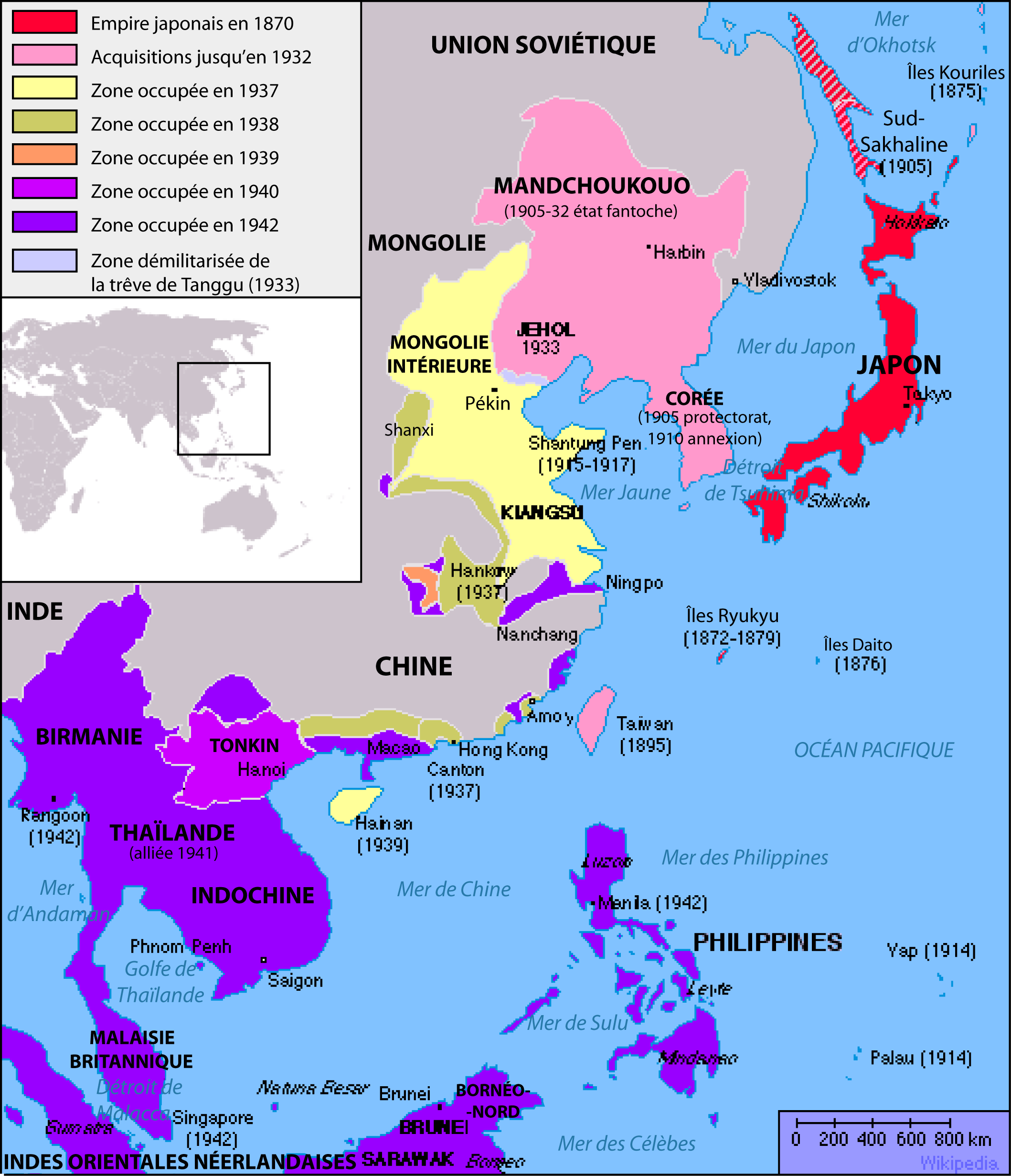
L'expansion impériale et la zone d'extension maximale de la sphère de coprospérité de la Grande Asie orientale.

### Royaume de Ryūkyū (1872-1879)
Le royaume de Ryūkyū, situé sur l'archipel des Îles Ryūkyū, chapelet d'îles allant de l’île de Kyūshū à l'île de Taïwan. Il est habité par une population parlant des langues japoniques, mais ayant de plus étroites relations avec la Chine qu'avec le Japon. C'est une des premières conquêtes de l'empire du Japon.

### Taïwan (1895) et Corée (1910)
Taïwan et la Corée furent incorporées à l'Empire dès l'ère Meiji, le sort de la première étant une conséquence de la première guerre sino-japonaise.
Cette annexion fut suivie d'une phase d'assimilation sociale et culturelle coïncidant avec le début de l'ère Shōwa. Ainsi, l'enseignement des langues autochtones étant interdit, les citoyens furent contraints de renoncer à leur nom d'origine.
Une partie des Coréens fut déportée vers l'archipel nippon afin de travailler dans les usines japonaises (voir Zainichi), et des Coréennes furent utilisées comme « femmes de réconfort » par l'armée impériale japonaise. Les Coréens émigrés au Japon furent également victimes de répressions, le séisme de Kanto, qui toucha Tokyo en 1923, étant notamment le prétexte à des représailles et des massacres contre cette population.
Le Japon abandonna la Corée en 1945, à la suite de sa défaite qui signa la fin de la Seconde Guerre mondiale.

### Îles du Pacifique

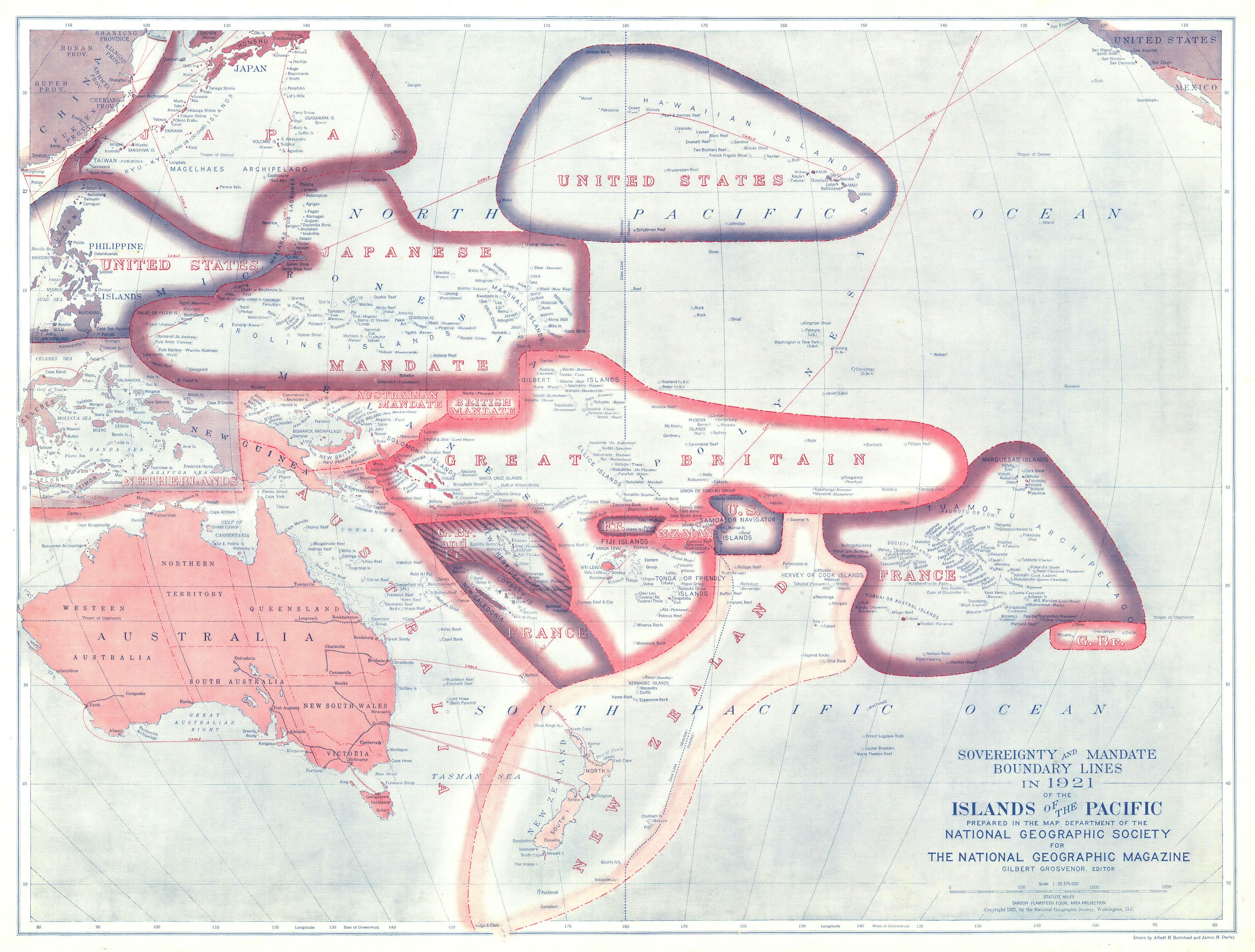
Carte des mandats internationaux dans le Pacifique (1921).

Les Îles du Pacifique intègrent les possessions impériales japonaises à l'issue de la Première Guerre mondiale à laquelle le Japon participe contre l'Empire allemand au nom de son traité d'alliance avec le Royaume-Uni, et en échange de la domination sur les territoires allemands en Chine et dans le Pacifique Sud. La marine japonaise s'est emparée des possessions allemandes dans les archipels des Mariannes, des Carolines, des îles Marshall et des Palaos en octobre 1914.
Après la fin de la Première Guerre mondiale, le protectorat de la Nouvelle-Guinée allemande a été divisé entre les vainqueurs par le traité de Versailles : la partie sud du protectorat a été mandatée pour passer sous administration australienne et l'occupation japonaise de la partie nord du protectorat, constituée des îles micronésiennes au nord de l'équateur, est officiellement reconnue par le traité. Le Japon s'est vu confier un mandat de classe C de la Société des Nations pour gouverner ces îles. Les termes du mandat spécifiaient que les îles devaient être démilitarisées et que le Japon ne devait pas étendre son influence plus loin dans le Pacifique. Le mandat fait l'objet d'un examen annuel par la Commission des mandats permanents de la Société des Nations. Mais dès la fin des années 1920, Tokyo rejetait les demandes de visite officielle ou d'inspection internationale. En 1933, le Japon a notifié son retrait de la Société des Nations, retrait qui est devenu effectif deux ans plus tard.
Le Japon a mis en place dans les îles du Pacifique une économie coloniale basée principalement sur la culture de la canne à sucre, confiée au monopole Nanyo Kohatsu Kabushiki Kaisha.

### Chine
Après sa victoire sur la Chine et l'annexion de Taïwan, le Japon Meiji s'imposa parmi les puissances étrangères qui asseyaient à l'époque leur domination politique et économique sur la Chine. L'empire du Japon tint un rôle important dans la répression de la révolte des Boxers et fut l'une des nations concernées par le protocole de paix Boxer. Après la guerre russo-japonaise, le Japon s'empara de l'ancienne concession russe dans le Guandong. Le Japon obtint également des concessions à Tianjin et à Hankou.
En 1914, entré en guerre aux côtés des Alliés lors de la Première Guerre mondiale, le Japon occupa les concessions de l'Empire allemand dans le Shandong. En 1915, le gouvernement japonais de Shigenobu Ōkuma présenta au président chinois Yuan Shikai une liste de Vingt et une demandes visant à accroître le poids économique et politique du Japon en Chine, et à faire de la Chine une forme de protectorat. La proposition fut initialement refusée par la Chine, mais le Japon présenta ensuite une version abrégée de treize demandes, assorties d'un ultimatum, que le pouvoir chinois finit par accepter. Les pays occidentaux, et notamment les États-Unis, s'inquiétèrent des visées du Japon en Chine et de ses méthodes diplomatiques : un compromis finit par être trouvé avec les États-Unis concernant le Shandong, où le Japon souhaitait pérenniser sa présence : les visées japonaises sur la province furent accompagnées en 1918 par un accord secret avec le gouvernement chinois, puis entérinées en 1919 à la conférence de paix de Paris et incluses dans le traité de Versailles. Cette validation des visées japonaises déclencha en Chine une réaction nationaliste connue sous le nom de mouvement du 4 Mai. Le gouvernement chinois finit par refuser en juin de signer le traité de Versailles. Durant la période des seigneurs de la guerre, le Japon tira avantage du désordre politique en Chine et appuya certaines factions, comme la clique du Fengtian de Zhang Zuolin.

#### Invasion de la Mandchourie (1931)
Entre 1926 et 1945, l'empire du Japon poursuivit sa politique expansionniste initiée avec l'annexion de la Corée en 1910. Ainsi, en 1931, l'armée du Kantogun s'empara de la Mandchourie chinoise. Dès lors, cette région devint un nouvel État sous protection impériale, nommé Mandchoukouo, officiellement gouverné par l'ancien empereur chinois Pu Yi. Le gouvernement japonais y implanta notamment l'unité 731 et mit en place la Kōa-in, qui, avec la collaboration de la Kempeitai, asservit dans des travaux forcés plusieurs millions de civils chinois.

#### Seconde Guerre sino-japonaise

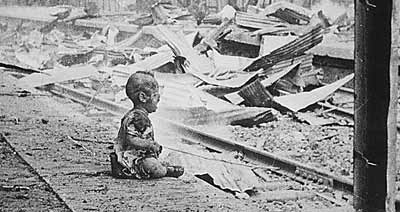
Samedi sanglant » : enfant chinois pleurant dans les décombres d'une gare de Shanghai après le bombardement de la ville par l'aviation de la Marine impériale japonaise, le 28 août 1937.

Des heurts eurent lieu en 1932 et 1936, entre les troupes japonaises et chinoises, à Shanghai, autour de la Grande Muraille et en Mongolie-Intérieure. Un traité de paix, signé en 1933, instaura une zone démilitarisée s'étendant de Tianjin à Pékin. Fin 1935, le gouvernement du Hebei proclama son autonomie et entama une politique de collaboration avec les Japonais, permettant à l'Empire de mettre la région sous sa tutelle. En 1936, le Japon commença à soutenir les autonomistes mongols, qui créèrent le gouvernement du Mengjiang.
L'invasion de la Chine continentale fut autorisée par l'empereur Shōwa en juillet 1937. Dès le mois d'août, ce dernier autorisa la suspension des dispositions des conventions internationales sur la protection des prisonniers de guerre (comme la convention de La Haye de 1899) auxquelles le Japon était partie prenante.
Les troupes de l'armée impériale remontèrent tout d'abord le Chang Jiang, s'assurant la maîtrise de Shanghai en bombardant la ville, puis de Nankin où elles se livrèrent à un terrible carnage (massacre de Nankin) et enfin de Wuhan au printemps 1939, après y avoir utilisé à maintes reprises les armes chimiques.
L'armée japonaise se ravitaille sur le terrain et sa progression est donc accompagnée d'une politique de pillages. En outre, elle procède à la production et au commerce d'opium à grande échelle..
Après des succès initiaux, l'armée japonaise se vit opposer une vive résistance de la part de l'armée nationaliste de Tchang Kaï-chek et par les troupes communistes de Mao Zedong. Confrontée à un territoire trop vaste et incapable de capitaliser sur ses gains, l'armée japonaise se trouva dès lors enlisée et, en dépit de l'utilisation de moyens souvent extrêmes notamment à Wuhan, Guangzhou et Changde (armes chimiques et bactériologiques) ne parvinrent pas à réduire la résistance chinoise. À partir de la fin 1941, l'armée impériale se livra dans le nord de la Chine à une politique de répression de grande ampleur connue sous le nom de Politique des Trois Tout, qui aurait causé la mort d'environ 2,7 millions de civils chinois. Ce n'est qu'avec l'opération Ichi-Go, lancée en 1944, que les troupes de Hirohito purent connaître un succès relativement durable en prenant une partie des terres sous contrôle de la république de Chine.
En mars 1940, les deux gouvernements collaborationnistes mis en place à Pékin en 1937 et à Nankin en 1938 furent fusionnés à Nankin sous le nom de gouvernement national réorganisé de la république de Chine, avec à sa tête l'ancien premier ministre nationaliste Wang Jingwei. Ce gouvernement ne détenait en pratique aucune réelle autonomie et servait essentiellement à des fins de propagande pour démontrer l'efficacité de la Sphère de coprospérité de la grande Asie orientale. Il conclut des ententes avec le Japon et le Mandchoukouo et signa le pacte anti-Komintern en 1941.

### Indochine française (1940)
L'insistance du Quartier-général impérial, désireux de stationner des troupes en Indochine dans le but de prendre à revers les forces nationalistes chinoises, amena le gouvernement de Hanoi à adopter une politique de collaboration avec l'Empire japonais. Le piétinement des pourparlers amorcés dès le mois d'août 1940 entre le gouvernement colonial français et l'état-major entraîna l'occupation brutale de Lang Son et de Dong Dang. Les combats se poursuivirent en dépit d'une entente de collaboration conclue le 22 septembre, et conduisirent au bombardement de Haiphong. Au total, plus de 800 soldats français périrent au cours des combats. Le 26 septembre, le Quartier-général impérial mit finalement un terme au conflit. Le gouvernement de Vichy passa en 1941 des accords avec le Japon qui faisaient bénéficier celui-ci de la clause de la nation favorisée et aboutissaient à une intégration de l'Indochine à la sphère de coprospérité de la grande Asie orientale.
Inquiets de l'avancée des forces Shōwa en Extrême-Orient, les États-Unis, le Royaume-Uni et les Pays-Bas imposèrent au Japon à l'été 1941 un embargo sur les produits pétroliers, après avoir signifié un ultimatum officiel demandant le retrait de ces forces de l'Indochine et de la Chine (à l'exclusion du Mandchoukouo). En réaction à cet embargo, Hirohito autorisa l'attaque de Pearl Harbor et le déclenchement de la guerre de la grande Asie orientale.

### Alliance avec la Thaïlande (1941)
Désireux de venger l'affront qui avait été fait au royaume de Siam en 1893 et 1904 lors des traités territoriaux imposés par la France, le gouvernement du premier ministre Plaek Pibulsonggram profita de l'invasion de la France par l'Allemagne et se lança en 1941 dans une série d'attaques contre l'Indochine française, fidèle à Vichy. Les forces navales des deux États s'affrontèrent notamment lors de la bataille de Koh Chang. Aucun des deux camps n'étant en mesure de s'imposer, le litige fut finalement tranché par le Japon, déjà présent dans le nord du territoire et qui avait offert ses services de médiation. Ce dernier, désireux de se ménager un allié en Asie, trancha en faveur de la Thaïlande et lui octroya des territoires du Laos et du Cambodge.
Dès lors, la Thaïlande bascula progressivement dans le camp nippon, ce qui entraina des représailles commerciales du Royaume-Uni et des États-Unis qui imposèrent en avril 1941 un embargo sur le pétrole.
La Thaïlande tarda cependant à donner au Japon l'autorisation de faire transiter ses forces armées par son territoire, ce qui était nécessaire à l'attaque contre la Malaisie. Le 8 décembre 1941, le Japon décida de passer outre et, afin de pouvoir attaquer la Malaisie, envahit le territoire thaïlandais. Après de brefs heurts entre les troupes thaïlandaises et japonaises, Phibunsongkhram permit aux forces Shōwa de stationner sur son territoire. Convaincu par l'avance des Japonais en Malaisie, il conclut le 21 décembre une alliance militaire qui mena à la déclaration de guerre contre les alliés du 25 janvier 1942.
L'armée Shōwa implanta plusieurs dizaines de camps de prisonniers sur le sol thaïlandais ; ces hommes étaient tenus de travailler à la construction de la voie ferrée devant faire le lien entre Bangkok et Rangoon. Environ 200 000 civils et 60 000 prisonniers de guerre ont travaillé à ces chantiers. Le taux de mortalité surpassait de loin la moyenne constatée dans les autres camps japonais, qui s'élevait à 27 %. Environ 100 000 civils et 16 000 prisonniers de guerre y ont trouvé la mort. Une version édulcorée de leur sort a été présentée dans Le Pont de la rivière Kwaï.
En août 1944, le gouvernement de Phibunsongkhram fut renversé et le régent, Pridi Phanomyong, en profita pour se rapprocher progressivement des alliés et encourager le mouvement de libération Seri Thai dont fut issu le nouveau Premier ministre Khuang Abhaiwongse.

### Entrée dans le conflit mondial
En décembre 1941, l'empire du Japon, allié depuis septembre 1940 à l'Allemagne nazie et au royaume d'Italie dans le cadre de l'Axe Rome-Berlin-Tokyo, déclencha la guerre contre les possessions occidentales en Asie et en Océanie.

#### Pearl Harbor
L'attaque contre la flotte des États-Unis à Pearl Harbor est l'épisode le plus connu du déclenchement des hostilités. Plusieurs autres attaques eurent néanmoins lieu le même jour, dans le cadre d'une offensive multiple et de grande envergure.

#### Malaisie (1941)
L'invasion de la Malaisie débuta le même jour que le bombardement de Pearl Harbor, le 8 décembre 1941 (le 7 selon l'autre fuseau). L'armée Shōwa y affronta une coalition de soldats malais, britanniques, indiens et australiens. Les forces alliées furent vaincues en moins de deux mois, subissant près de 50 000 pertes. Nombre de combattants se réfugièrent à Singapour qui fut prise en deux semaines. Les Britanniques capitulant le 15 février 1942, 80 000 soldats anglais, indiens, canadiens et australiens rendirent les armes. En guise de représailles, car la reddition étant une provocation pour elle, l'armée Shōwa commit le massacre de Sook Ching, tuant près de 20 000 civils.

#### Birmanie
La Birmanie fut envahie en janvier 1942. La prise de la capitale Rangoon fut achevée le 7 mars, les alliés se réfugiant dès lors dans le nord du pays, espérant faire la jonction avec les forces chinoises. Le 10 mai, la Thaïlande, alliée du Japon franchit la frontière birmane dans le but de rétablir l'ancien territoire du royaume d'Ayutthaya, s'emparant de Kengtung et refoulant les Chinois au Yunnan.
Les progrès rapides de l'armée japonaise génèrent un grand nombre de prisonniers, contraints aux travaux forcés dans des conditions particulièrement éprouvantes ; sur les 150 000 prisonniers affectés à la ligne de chemin de fer Taimen (entre la Thaïlande et la Birmanie), 42 000 moururent.
Le point tournant survint en août 1943, avec la création du Commandement de l'Asie du Sud-Est, regroupant les alliés sous les ordres de Louis Mountbatten. Dès lors, la coalition sino-américaine, comprenant notamment la Force X et l'unité Galahad, envisage de reprendre la Haute Birmanie, alors que la 14e armée britannique lorgne du côté de la Birmanie centrale et des villes de Meiktila et Mandalay, l'objectif ultime étant la capitale Rangoon.
Après la déroute de l'opération U-Go, l'armée impériale japonaise ne sera plus en mesure de défendre ses conquêtes birmanes et sa résistance s'effondrera au printemps 1945.

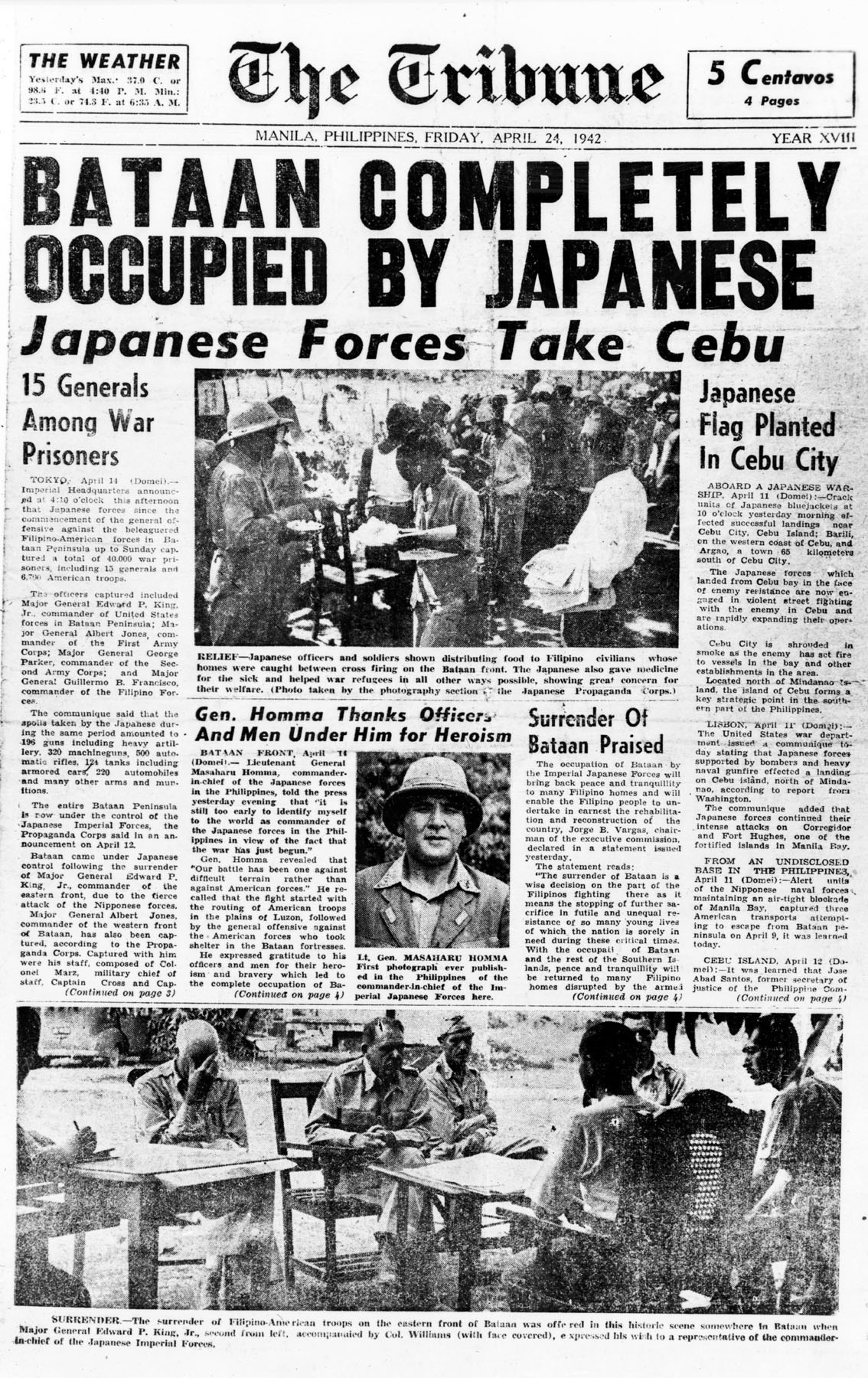
Gros titres d'un journal anglophone du 24 avril 1942 lors de la conquête des Philippines par le général Masaharu Homma. L'expansionnisme du Japon paraît irrésistible.

#### Philippines (1941)
Après une série de raids aériens lancés peu après l'invasion de la Malaisie et le bombardement de Pearl Harbor, les forces impériales débarquèrent aux Philippines le 10 décembre 1941 et amorcèrent des combats avec les alliés philippins et américains, entrainant les batailles de Bataan et de Corregidor. Les troupes alliées furent toutefois rapidement débordées au point où leur commandant, Douglas MacArthur, choisit de fuir en Australie en mars.
Le 9 avril, l'occupation de la péninsule de Bataan était complétée avec la reddition de 75 000 soldats alliés qui furent soumis à la marche de la mort de Bataan. Cette marche forcée qui dura du 9 avril au 1er mai, entraîna la mort de plus de 20 000 hommes. Les derniers défenseurs, cernés à Corregidor, rendirent finalement les armes le 8 mai après une bataille acharnée.
L'occupation shōwa complétée, les forces de résistance se lancèrent dans une guérilla qui dura jusqu'en octobre 1944, date à laquelle elles rejoignirent les troupes américaines et australiennes débarquées à Leyte.

#### Indes orientales néerlandaises
L'attaque sur les Indes orientales néerlandaises, à cheval entre l'Asie du sud-est et l'Océanie, avait pour objectif de s'emparer des importantes ressources naturelles de la colonie.

#### Océanie
Dans le cadre de leur offensive, les troupes japonaises poussèrent leur avance jusqu'en Océanie, leurs attaques visant notamment à couper les voies de communication des forces alliées.

### Infléchissement de la politique japonaise dans les pays occupés

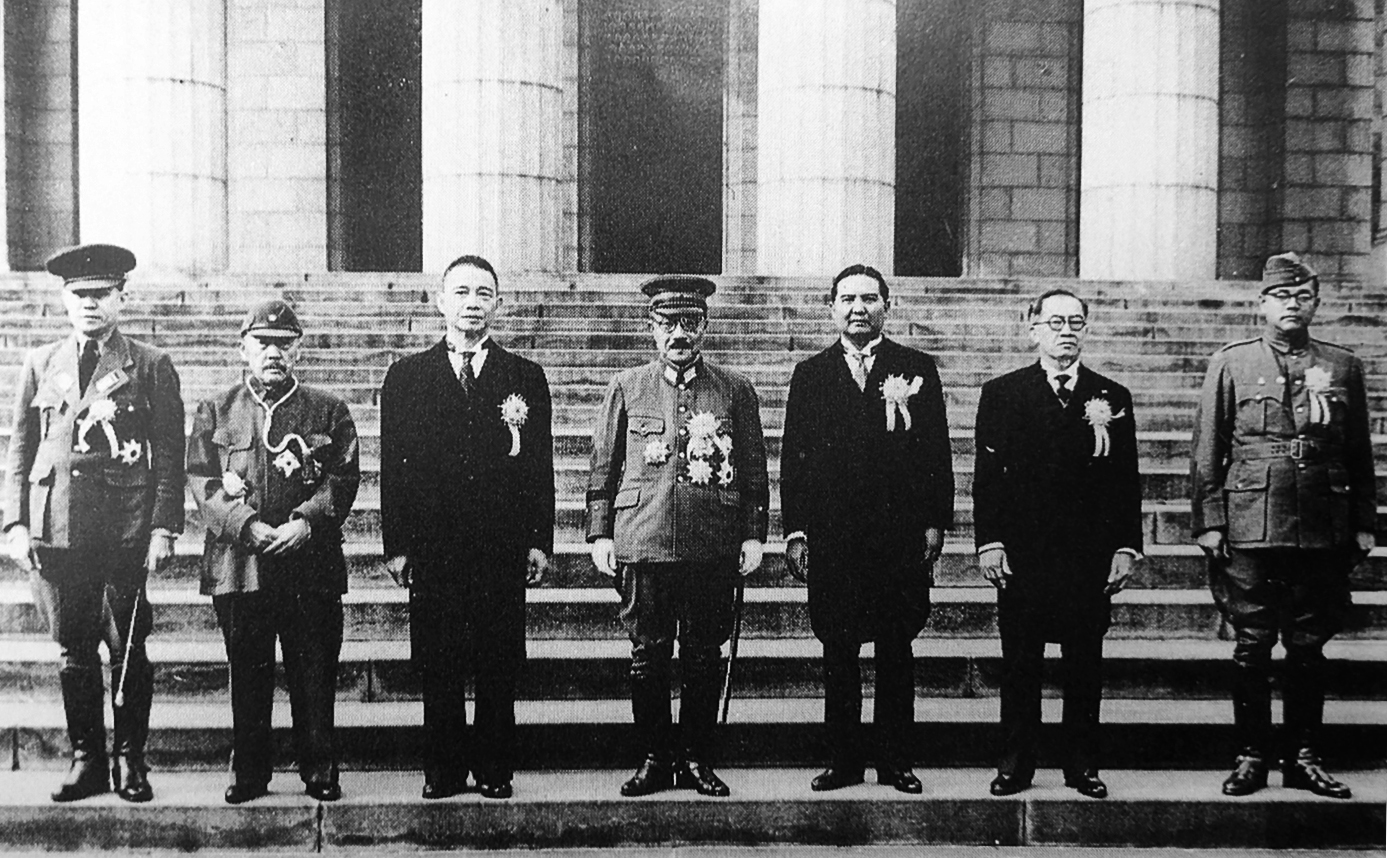
Les participants à la conférence de la grande Asie orientale. De gauche à droite : Ba Maw, chef suprême de l'État de Birmanie, Zhang Jinghui, Premier ministre du Mandchoukouo, Wang Jingwei, président du gouvernement national réorganisé de la république de Chine, Hideki Tojo, Premier ministre de l'empire du Japon, Wan Waithayakon, représentant du royaume de Thaïlande, José P. Laurel, président de la république des Philippines et Subhas Chandra Bose, chef du gouvernement provisoire de l'Inde libre.

Face aux difficultés militaires, le Japon tenta d'infléchir sa politique en promouvant la coopération avec les pays occupés, et en suscitant des gouvernements collaborateurs et indépendantistes dans certaines colonies occidentales, jusque-là sous administration militaire japonaise.
Pour pallier les pertes, la conscription est imposée aux Coréens et entre 200 000 et 300 000 sont ainsi recrutés. Plus de 200 000 femmes asiatiques (jusqu'à 400 000 selon les estimations) dont la plupart venues de Corée, et pour d'autres de Chine, de Formose et des pays d'Asie du Sud furent enrôlées comme « femmes de réconfort ». Souvent mineures, elles étaient recrutées sous de faux prétextes ou enlevées par les forces d'occupation et rassemblées dans des maisons closes, à la disposition des soldats.
La Conférence de la Grande Asie orientale, les 5 et 6 novembre 1943, réunit des représentants de tous les gouvernements alliés du Japon. Ce fut l'un des principaux outils de propagande de ce changement de politique, qui mettait en avant la Sphère de coprospérité de la grande Asie orientale comme un concept de réorganisation de l'Asie de l'Est sur une base d'auto-suffisance. Cette adaptation du discours politique japonais vint cependant trop tard dans le conflit pour avoir de réels effets.

### Coup d'arrêt à l'expansionnisme duJapon
En 1945, le Japon était repoussé sur tous les fronts, en Chine, aux Philippines, en Birmanie, en Océanie, tandis que les troupes des États-Unis débarquaient sur son sol. Le 15 août 1945, l'empereur Hirohito annonça la capitulation du pays. La signature des actes officiels de reddition eut lieu le 2 septembre. Le Japon dut rétrocéder la Mandchourie, la Corée et Taïwan, et subir une période d'occupation alliée.
Toutefois, si l'armée est supprimée, les États-Unis maintiennent en fonction de nombreux dirigeants, y compris l'empereur. Dans les décennies qui suivent et jusqu'à aujourd'hui, les chaines de télévision traitent rarement des crimes de guerre et la presse ouvre largement ses pages à des auteurs négationnistes.